# Langer Christoff

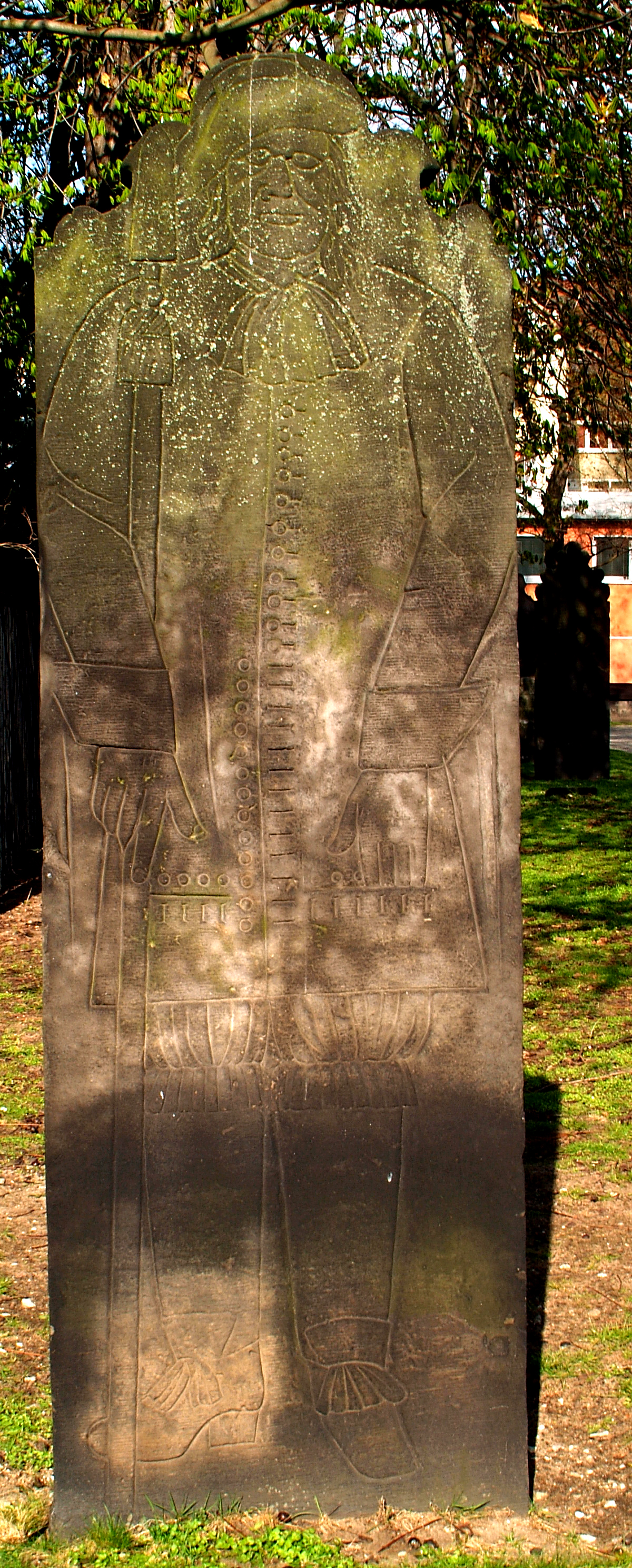
Die Ritzzeichnung des Langen Christoffs in Originalgröße auf dem Neustädter Friedhof in Hannover

Als Langer Christoff wird ein Grabmal aus dem späten 17. Jahrhundert bezeichnet. Es steht in Hannover auf dem Neustädter Friedhof und zeigt in Ritztechnik ein lebensgroßes Abbild des Christoff Münster (1632–1676), der als längster Hannoveraner aller Zeiten gilt.

## Geschichte

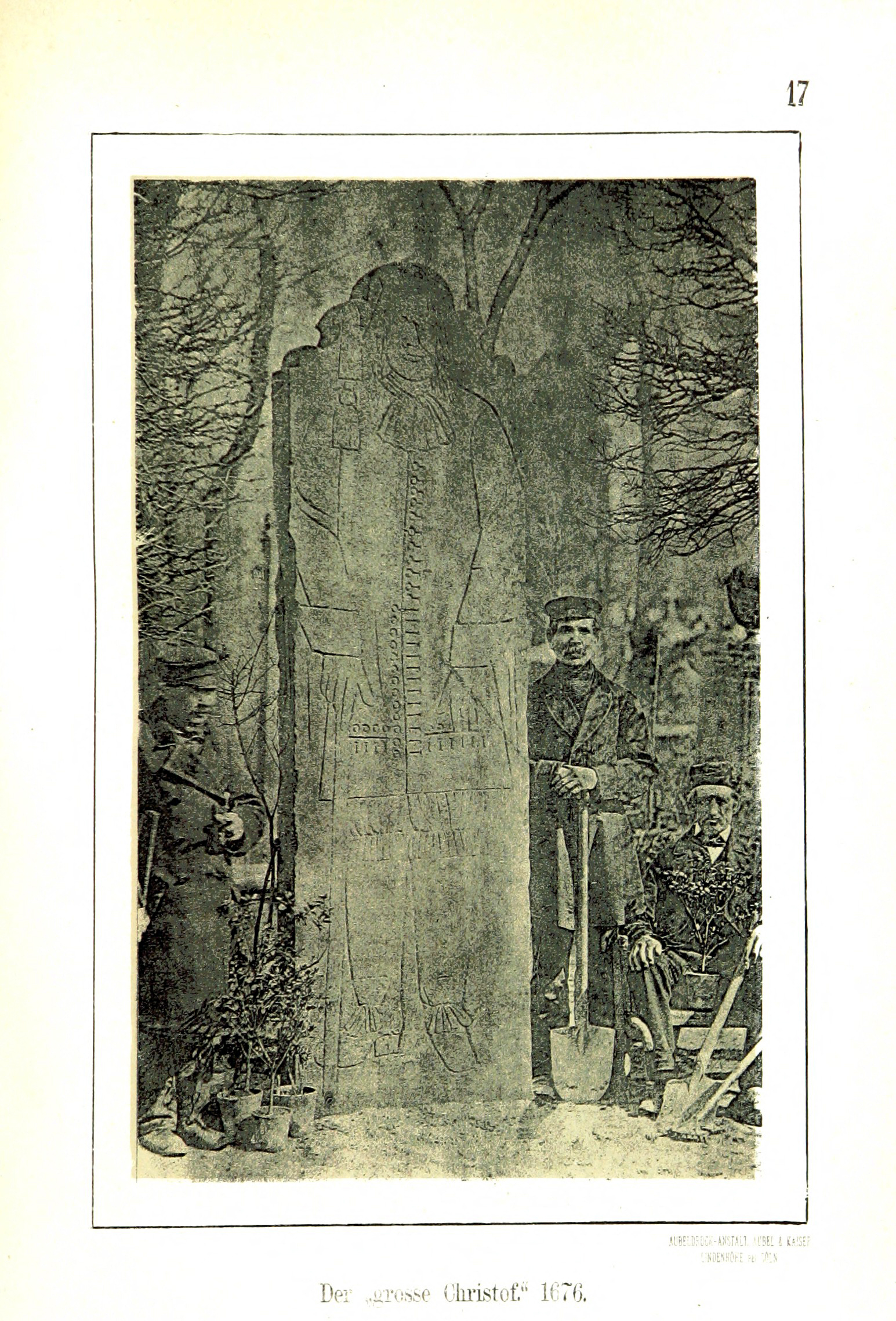
Um 1876 setzten Gärtner am Grabmal neue Pflanzen;
Abdruck in August Juglers Buch Aus Hannovers Vorzeit ...

Christoff Münster soll von Herzog Christian Ludwig von Braunschweig-Lüneburg in Varlosen entdeckt worden sein.
Der hochgewachsene Mann, die Inschrift auf dem Grabstein gibt eine Länge von „4 Ellen, 6 Zoll“ an (entspricht heute 2,48 m), diente nach seiner „Entdeckung“ in Hannover unter anderem als Türhüter.
Der Lange Christoff steht Auge in Auge gegenüber dem Grabmal der Geschnürten Jungfrau.